# Camptonit
Camptonit ist ein Ganggestein aus der Gruppe der Lamprophyre, welches als helle Bestandteile (felsische Minerale) überwiegend Plagioklas, untergeordnet Alkalifeldspat, wobei die Feldspäte gegenüber ebenfalls vorhandenen Foiden insgesamt überwiegen. enthält. Als mafische Minerale treten überwiegend braune Amphibole und Titanaugit sowie Olivin und ggf. Biotit auf. Da die Lamprophyre nach einem eigenen Klassifikationsschema benannt werden, ist diesem Gestein kein Feld im Streckeisendiagramm zuzuordnen.

## Herkunft der Bezeichnung
Die Bezeichnung leitet sich von der Lokalität Campton Falls in New Hampshire, USA, ab und wurde erstmals von Karl Heinrich Rosenbusch für das von dort beschriebene Gestein verwendet.

## Beschreibung
Makroskopisch ist Camptonit ein Gestein von meist dunkelgrauer bis schwarzer Farbe, das mitunter nicht von Basalt oder vergleichbaren, dunklen Vulkaniten unterschieden werden kann. Als Einsprenglinge treten hauptsächlich die oben genannten mafischen Minerale auf, die Feldspäte und Foide finden sich dagegen in der Grundmasse.

## Vorkommen
Vorkommen von Camptonit befinden sich meist (zusammen mit anderen Ganggesteinen) im Umfeld von Alkaligesteinsintrusionen. Ein bekanntes, derartiges Vorkommen in Deutschland findet sich im Kaiserstuhl.